# توماس لينكولن كيسي جونيور
توماس لينكولن كيسي جونيور (بالإنجليزية: Thomas Lincoln Casey)‏ هو عالم حشرات وعالم فلك وعالم حيوانات أمريكي، ولد في 19 فبراير 1857 في West Point, New York ‏ في الولايات المتحدة، وتوفي في 6 فبراير 1925 في واشنطن العاصمة في الولايات المتحدة.